# Дворец искусств королевы Софии

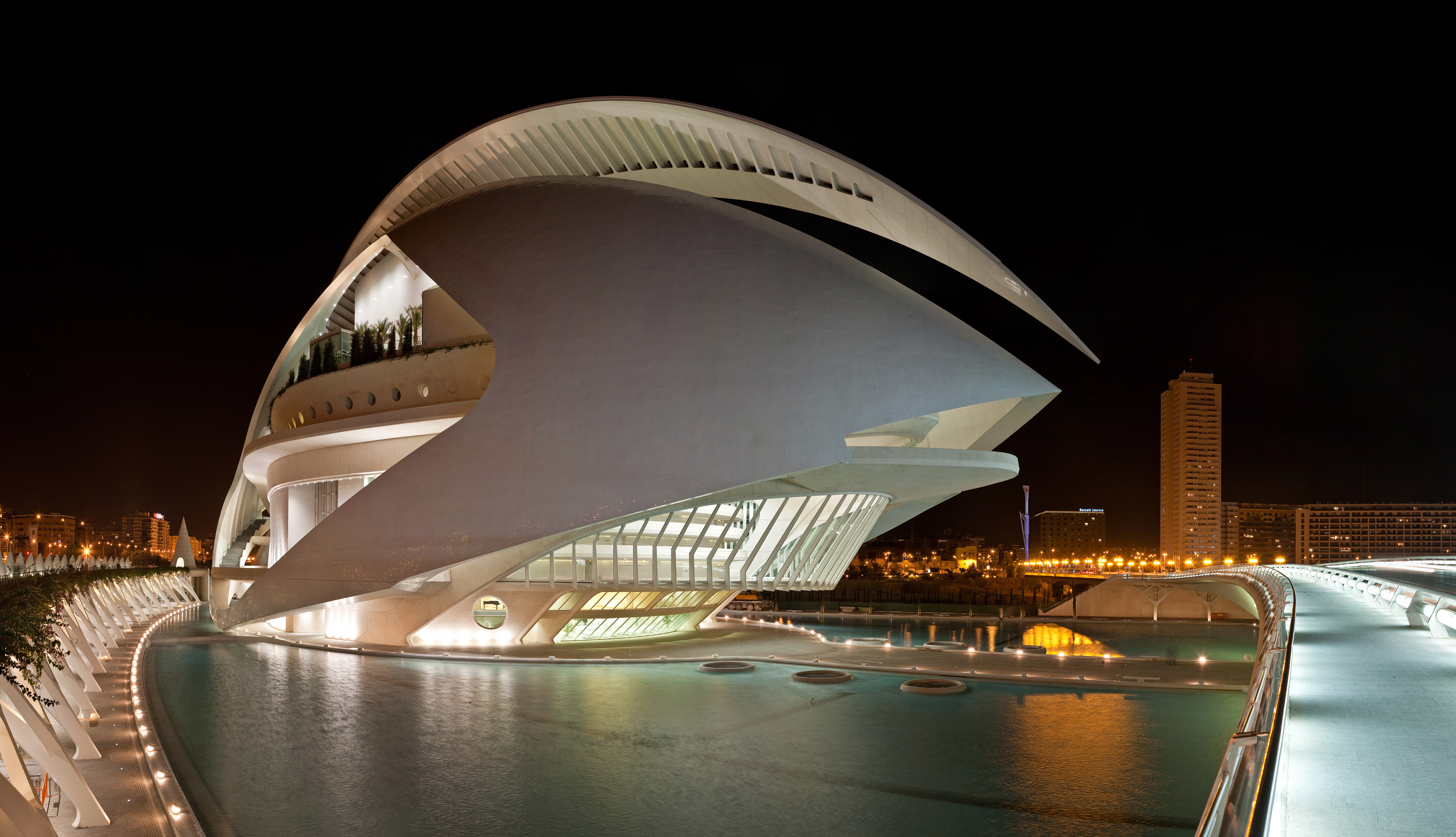
Дворец искусств королевы Софии ночью с видом города Валенсия на заднем плане

Дворец искусств королевы Софии (исп. Palacio de las Artes Reina Sofía) — оперный театр, центр исполнительских искусств и городская достопримечательность, построенная по проекту Сантьяго Калатравы в северо-западной части Города искусств и наук в Валенсии (Испания). Театр открылся 8 октября 2005 года, первая оперная постановка на его сцене («Фиделио» Бетховена) прошла 25 октября 2006 года. Тенор и дирижёр Пласидо Доминго поддерживает с этим театром особые отношения с самого момента его основания, создав там среди прочего программу подготовки молодых певцов.

## Здание

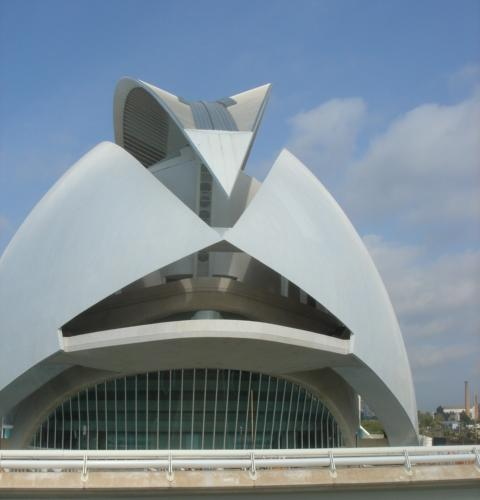
Дворец искусств королевы Софии с юго-восточной стороны

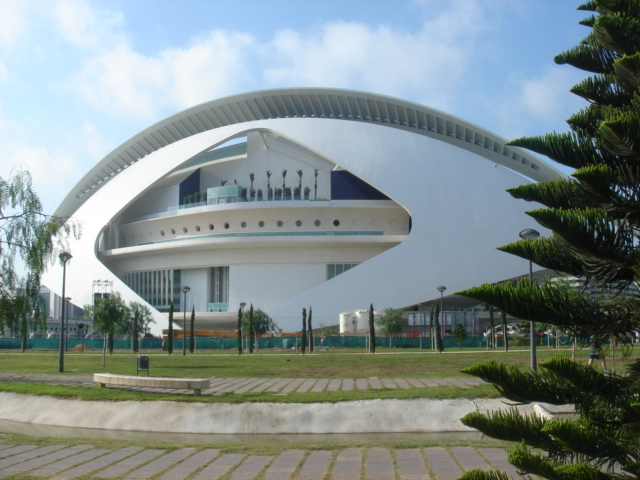
Дворец искусств королевы Софии с юго-западной стороны

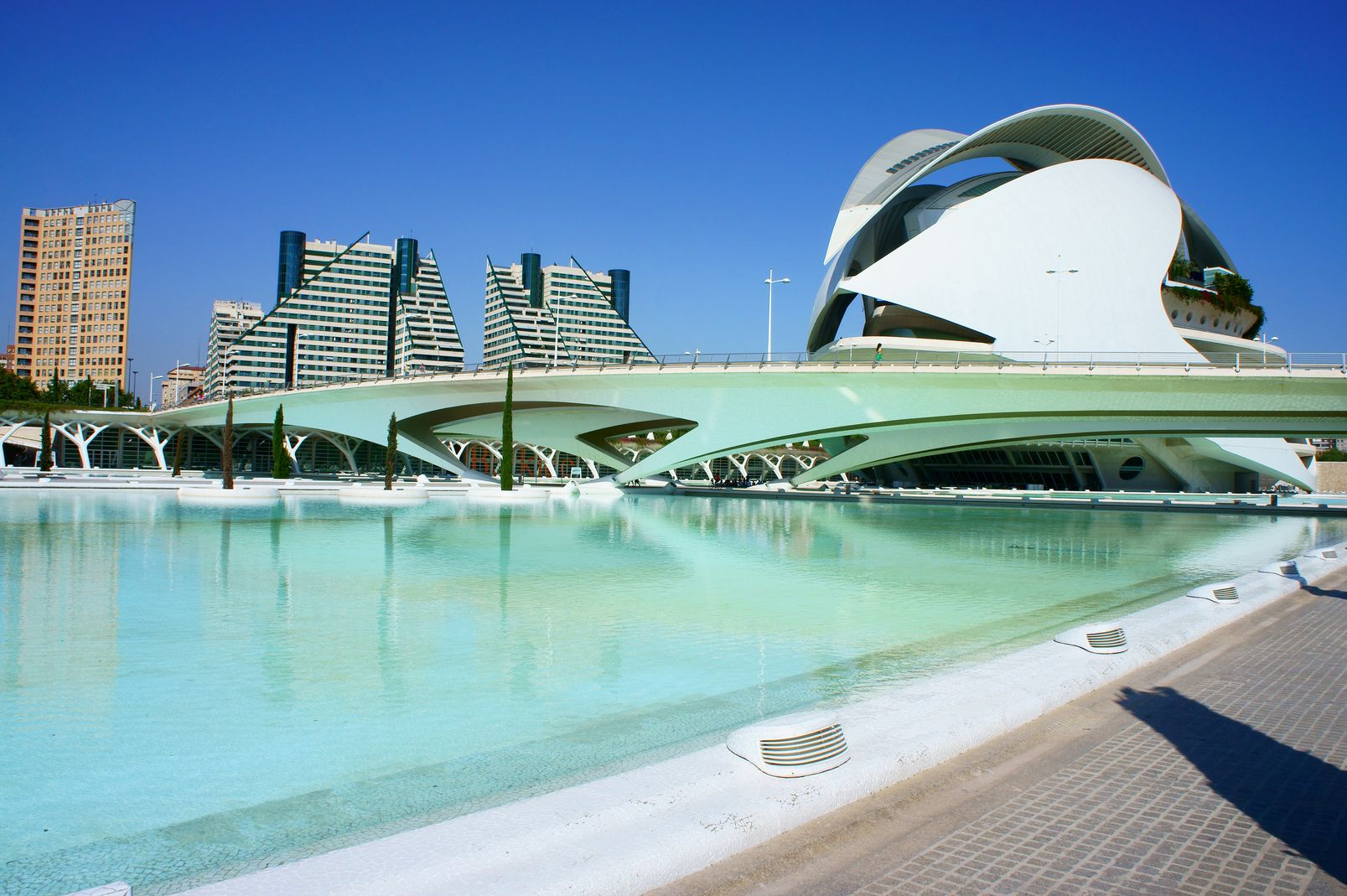
Вид на Дворец искусств королевы Софии

Дворец искусств королевы Софии — последнее крупное сооружение, возведённое в рамках проекта большого Города искусств и наук, реализованного уроженцем Валенсии и всемирно известным архитектором Сантьяго Калатравой, который работал над ним с 1995 года. Здание театра было построено совместным предприятием компаний «Dragados» и «Necso». Он был официально открыт 8 октября 2005 года королевой Испании Софией.
Здание театра возвышается на 14 этажей над землёй и опускается на три этажа под неё. Его высота составляет 75 метров, что делает его самым высоким оперным театром в мире. Под металлической, широкой конструкцией с изогнутой крышей, длиной 230 м, расположено само здание площадью 40 000 м² с четырьмя зрительными залами:
- Главный зал (исп. Sala principal) вмещает 1470 зрителей и используется преимущественно для оперных постановок, но также может быть приспособлен для танцевальных представлений и других исполнительских искусств. Зал обладает четырьмя ярусами сидячих мест, одной из самых больших сцен в мире, оснащённую всеми основными удобствами, и третью по величине оркестровую яму в мире, способную вместить до 120 музыкантов. Сценическое оборудование позволяет ставить две разные оперы в течение двух дней. В первое время после открытия театр столкнулся с рядом неприятных для себя инцидентов, затруднивших его деятельность на первых порах. Первым из них стало обрушение главной сценической платформы, на которой в декабре 2006 года находилось всё необходимое оборудование для постановки оперы Джонатана Миллера «Дон Жуан». В результате руководство театра было вынуждено отменить последнее представление оперы «Богемы» и все представления «Красавицы и чудовища», а также перенести оставшуюся часть первого оперного сезона на поздний срок. В ноябре 2007 года весь культурный комплекс пострадал от серии наводнений. Недавно восстановленная сценическая платформа снова оказалась нерабочей из-за того, что вода затопила нижние этажи здания и повредила электронику и двигатели сложного сценического оборудования, заставив руководство театра снова изменить расписание сезона, отложив премьеру «Кармен» и отменив оперу «1984»[6].
- Зрительный зал (исп. Auditorio) расположен над главным залом. Он вмещает 1420 человек и имеет звуковое оборудование и видеосистемы, способные проецировать изображения действия, происходящего под ним. Зал нашёл множеством применений: от многожанровых концертов до политических митингов.
- Зал мастер-классов (исп. Aula Magistral) вмещает 400 зрителей и используется для исполнения камерной музыки и проведения конференций.
- Театр Марти и Солера (исп. Teatre Martín i Soler) был построен ниже уровня воды в окружающей театр реке[6] и вмещает 400 зрителей. Он используется для театральных постановок и в качестве места для репетиций. Этот зал сильно пострадал во время наводнения 2007 года, в результате его открытие было отложено. Однако из-за того, что в нём не было установлено никакого оборудования, расходы на его реконструкцию были намного ниже, чем если бы оно там было.

## Труппа

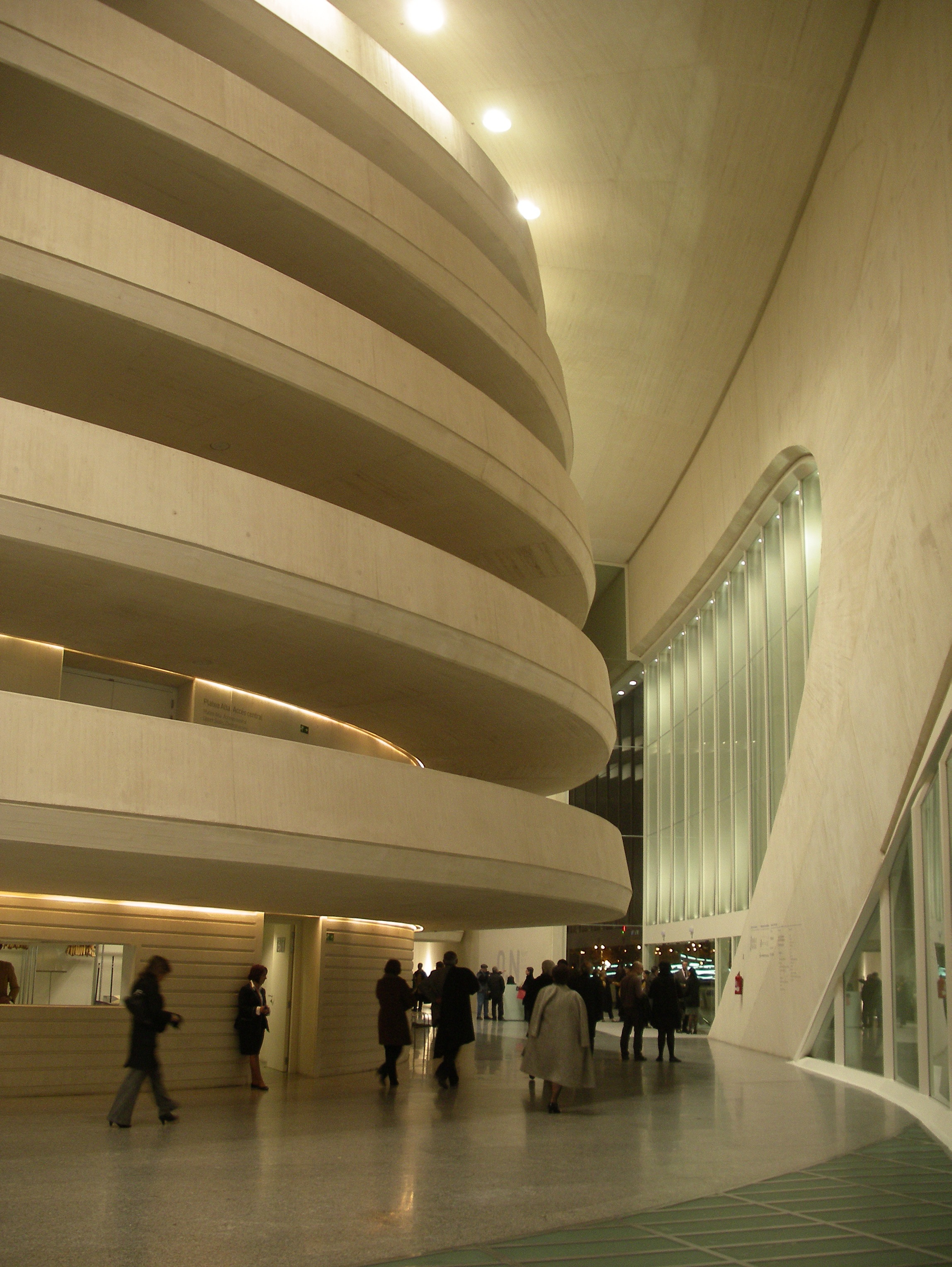
Фойе главного зала Дворца искусств королевы Софии

С момента своего создания в 2005 году до начала 2015 года управление театром находилось под руководством генерального директора Хельги Шмидт, ранее работавшей в лондонском Королевском театре Ковент-Гарден с 1973 по 1981 год. Шмидт сумела привлечь к участию в деятельности театра нескольких известных музыкантов. К ним относятся Зубин Мета, возглавляющий ежегодный музыкальный и оперный фестиваль Festival del Mediterráneo, проходящий в театре с 2007 года, Лорин Маазель, ставший музыкальным директором театра незадолго перед своей смертью, а также Пласидо Доминго, который провёл свой конкурс «Опералия» в этом театре в октябре 2007 года и регулярно сам выступает на его сцене («Сирано де Бержерак» в 2007 году, «Ифигения в Тавриде» в 2008 году, «Валькирия» в 2009 году и т. д.).
Оркестр Валенсийского сообщества — постоянный оркестр Дворца искусств королевы Софии. Первый театральный сезон прошёл в период 2006—2007 годов. В течение первых двух сезонов театр давал семь или восемь опер за сезон, а также оперетты, «сарсуэлы» и вокальные концерты. В сезоне 2008—2009 годов было поставлено семь опер и одна «сарсуэла», в качестве дирижёра обычно выступал Лорин Маазель. Среди солистов, замеченных на его сцене, значились Пласидо Доминго, Кристофер Вентрис, Витторио Григоло, Мария Гулегина и Кристина Гальярдо-Домас. Программа фестиваля Festival del Mediterráneo в сезоне 2008—2009 годов включала в себя полный цикл опер «Кольцо нибелунга», где также выступал Пласидо Доминго, а дирижировал Зубин Мета.
Дворец искусств королевы Софии организует симфонические и вокальные концерты, оперные гала-концерты. В нём также располагается Центр совершенствования Пласидо Доминго, занимающийся повышением профессионального уровня молодых оперных артистов до международного. Он назван в честь знаменитого тенора и проходит под его эгидой.
21 января 2015 года испанская полиция арестовала генерального директора театра Хельгу Шмидт, обвинив её в финансовых нарушениях при руководстве театром. В тот же день она была освобождена от своих обязанностей генерального директора, которые были возложены на Дэвида Ливермора. В марте 2015 года Роберто Аббадо и Фабио Бьонди стали музыкальными директорами театра.